# Rémségek kicsiny boltja (film, 1960)
A Rémségek kicsiny boltja (eredeti cím: The Little Shop of Horrors) 1960-ban készült amerikai horror-filmvígjáték Roger Corman rendezésében. A film koncepcióját John Collier 1932-ben megjelent "Zöld gondolatok" című története ihlette, amely egy emberevő növényről szól. A főszerepben Jonathan Haze, Jackie Joseph, Mel Welles és Dick Miller látható.
A Rémségek kicsiny boltját 28 ezer dolláros költségvetésből forgatták (2019-ben körülbelül 240 000 dollár), a belső jeleneteket két nap alatt vették fel az A Bucket of Blood megmaradt díszletek felhasználásával.

## Cselekmény
Seymour egy fiatalember, aki virágüzletben dolgozik. Sikerül létrehoznia egy húsevő növényt, amely emberi hússal táplálkozik. Senki sem tud róla, így Seymour és a növény jó "barátok" lesznek. A növénynek táplálékra van szüksége, hogy felnőjön, ezért meggyőzi őt, hogy kezdjen el embereket ölni.

## Szereplők
| Karakter                  | Színész             | Magyar hang        |
| ------------------------- | ------------------- | ------------------ |
| Seymour Krelboyne         | Jonathan Haze       | Lippai László      |
| Audrey Fulquard           | Jackie Joseph       | Györgyi Anna       |
| Gravis Mushnick           | Mel Welles          | Szersén Gyula      |
| Burson Fouch              | Dick Miller         | Sörös Sándor       |
| Winifred Krelboyne        | Myrtle Vail         | Schubert Éva       |
| Shirley                   | Tammy Windsor       | Kiss Erika         |
| Shirley barátnője         | Toby Michaels       | Csere Ágnes        |
| Mrs. Siddie Shiva         | Leola Wendorff      | Czigány Judit      |
| Mrs. Hortense Fishtwanger | Lynn Storey         |                    |
| Joe Fink detektív         | Wally Campo         | Hegedűs D. Géza    |
| Frank Stoolie detektív    | Jack Warford        | Jakab Csaba        |
| Leonora Clyde             | Meri Welles         | Hegyi Barbara      |
| Dr. Phoebus Farb          | John Herman Shaner  | Józsa Imre         |
| Wilbur Force              | Jack Nicholson      | Kautzky Armand     |
| Pincérnő                  | Dodie Drake         | Menszátor Magdolna |
| Kicsiny Audrey (hangja)   | Charles B. Griffith | Harsányi Gábor     |

## Fordítás
- Ez a szócikk részben vagy egészben  a   The Little Shop of Horrors című angol Wikipédia-szócikk fordításán alapul.  Az eredeti cikk szerkesztőit annak laptörténete sorolja fel. Ez a jelzés csupán a megfogalmazás eredetét és a szerzői jogokat jelzi, nem szolgál a cikkben szereplő információk forrásmegjelöléseként.